# Årjängs köping
Denna artikel handlar om den tidigare kommunen Årjängs köping. För orten se Årjäng, för dagens kommun, se Årjängs kommun.
Årjängs köping var en tidigare kommun i Värmlands län.

## Administrativ historik
Årjängs municipalsamhälle inrättades enligt beslut den 17 oktober 1924 i Silbodals landskommun. Den 1 januari 1941 (enligt beslut den 22 december 1939 och den 5 juli 1940) bildades Årjängs köping  genom utbrytning av municipalsamhället ur landskommunen.
Vid kommunreformen 1952 inkorporerades den resterande delen av Silbodals landskommun.
1 januari 1971 ombildades köpingen till Årjängs kommun.

### Kyrklig tillhörighet
I kyrkligt hänseende tillhörde köpingen Silbodals församling.

## Kommunvapen
Blasonering: I fält av silver en upprest blå björn, med tunga, tänder och klor röda, inom en blå bård, belagd med hästskor av silver.
Årjängs köpings vapen fastställdes av Kungl. Maj:t den 28 december 1962. Björnen hämtades från det gamla häradssigillet. Hästskorna stod för hästsport. Årjängs kommunvapen fick sedan ett vapen som är likartat med inte identiskt.

## Geografi
Årjängs köping omfattade den 1 januari 1952 en areal av 259,43 km², varav 226,33 km² land.

### Tätorter i köpingen 1960
I Årjängs köping fanns tätorten Årjäng, som hade 1 677 invånare den 1 november 1960. Tätortsgraden i köpingen var då 58,5 procent.

## Politik

### Mandatfördelning i valen 1942-1966
| 8 | 10 | 2 |

| 20 |

| 1 | 6 | 11 | 2 |

| 20 |

| 14 | 6 | 11 | 4 |

| 33 |

| 12 | 4 | 10 | 9 |

| 30 | 5 |

| 11 | 2 | 7 | 7 | 8 |

| 32 |

| 13 | 7 | 8 | 7 |

| 30 | 5 |

| 11 | 9 | 7 | 8 |

| 30 | 5 |